# Simon Sluga
Simon Sluga (Poreč, 17 maart 1993) is een Kroatisch voetballer die speelt als doelman. In juli 2025 verruilde hij Maccabi Tel Aviv voor NK Celje. Sluga maakte in 2019 zijn debuut in het Kroatisch voetbalelftal.

## Clubcarrière
Sluga speelde in de jeugd van Jadran Poreč in zijn geboorteplaats, voor hij in 2007 werd opgenomen in de opleiding van Dinamo Zagreb. Twee jaar later stapte de doelman over naar HNK Rijeka. Als jeugdspeler werd hij tweemaal verhuurd; de Italiaanse clubs Juventus en Hellas Verona namen hem beiden een jaartje tijdelijk over. Nog voor hij zijn debuut had gemaakt in het eerste elftal van Rijeka, ging Sluga een seizoen op huurbasis spelen voor stadsgenoot NK Pomorac, uitkomend op het tweede niveau.
Na zijn terugkeer bij Rijeka werd de doelman direct opnieuw verhuurd, nu aan Lokomotiva Zagreb in de 1. HNL. Sluga maakte zijn debuut op het hoogste niveau op 19 september 2014, toen in eigen huis met 0–1 werd verloren van NK Zadar door een doelpunt van Ivor Weitzer. Van coach Tomislav Ivković mocht Sluga het gehele duel onder de lat staan. Aan het begin van het seizoen 2015/16 debuteerde hij in het eerste elftal van Rijeka, maar hierop werd hij alsnog voor de derde maal verhuurd. Hij keerde terug in Italië, waar Spezia hem tijdelijk overnam. Bij Spezia kwam hij niet aan spelen toe en het jaar erop zat hij ook voornamelijk op de reservebank bij Rijeka. Vanaf de zomer van 2017 kreeg hij de voorkeur als eerste doelman.
In de zomer van 2019 maakte Sluga voor een bedrag van circa 1,7 miljoen euro de overstap naar Luton Town, waar hij zijn handtekening zette onder een verbintenis voor de duur van drie seizoenen. Hiermee werd hij de duurste aankoop ooit voor de club die net was gepromoveerd naar het Championship. In januari 2022 werd Sluga aangetrokken door Loedogorets voor een half miljoen euro en hij tekende een contract voor tweeënhalf jaar. Deze liep af in 2024, waarna hij voor een jaar bij Maccabi Tel Aviv tekende. Na dit jaar nam NK Celje hem over.

## Clubstatistieken
| Seizoen | Club                | Competitie   | Competitie | Competitie | Beker | Beker | Internationaal | Internationaal | Totaal | Totaal |
| Seizoen | Club                | Competitie   | Wed.       | Dlp.       | Wed.  | Dlp.  | Wed.           | Dlp.           | Wed.   | Dlp.   |
| ------- | ------------------- | ------------ | ---------- | ---------- | ----- | ----- | -------------- | -------------- | ------ | ------ |
| 2012/13 | HNK Rijeka          | 1. HNL       | 0          | 0          | 0     | 0     | 0              | 0              | 0      | 0      |
| 2013/14 | → NK Pomorac        | 2. HNL       | 31         | 0          | 0     | 0     | —              | —              | 31     | 0      |
| 2014/15 | → Lokomotiva Zagreb | 1. HNL       | 26         | 0          | 2     | 0     | —              | —              | 28     | 0      |
| 2015/16 | HNK Rijeka          | 1. HNL       | 2          | 0          | 0     | 0     | 1              | 0              | 3      | 0      |
| 2015/16 | → Spezia            | Serie B      | 0          | 0          | 0     | 0     | —              | —              | 0      | 0      |
| 2016/17 | HNK Rijeka          | 1. HNL       | 0          | 0          | 2     | 0     | 0              | 0              | 2      | 0      |
| 2017/18 | HNK Rijeka          | 1. HNL       | 27         | 0          | 3     | 0     | 9              | 0              | 39     | 0      |
| 2018/19 | HNK Rijeka          | 1. HNL       | 35         | 0          | 4     | 0     | 2              | 0              | 41     | 0      |
| 2019/20 | HNK Rijeka          | 1. HNL       | 0          | 0          | 1     | 0     | —              | —              | 1      | 0      |
| 2019/20 | Luton Town          | Championship | 33         | 0          | 1     | 0     | —              | —              | 34     | 0      |
| 2020/21 | Luton Town          | Championship | 39         | 0          | 2     | 0     | —              | —              | 41     | 0      |
| 2021/22 | Luton Town          | Championship | 19         | 0          | 0     | 0     | —              | —              | 19     | 0      |
| 2021/22 | Loedogorets         | Parva Liga   | 2          | 0          | 3     | 0     | —              | —              | 5      | 0      |
| 2022/23 | Loedogorets         | Parva Liga   | 3          | 0          | 4     | 0     | 4              | 0              | 11     | 0      |
| 2023/24 | Loedogorets         | Parva Liga   | 15         | 0          | 2     | 0     | 5              | 0              | 22     | 0      |
| 2024/25 | Maccabi Tel Aviv    | Ligat Ha'Al  | 17         | 0          | 2     | 0     | 1              | 0              | 20     | 0      |
| 2025/26 | NK Celje            | PrvaLiga     | 0          | 0          | 0     | 0     | 0              | 0              | 0      | 0      |
| Totaal  | Totaal              | Totaal       | 249        | 0          | 26    | 0     | 22             | 0              | 297    | 0      |

Bijgewerkt op 1 juli 2025.

## Interlandcarrière
Sluga maakte zijn debuut in het Kroatisch voetbalelftal op 11 juni 2019, toen een vriendschappelijke wedstrijd gespeeld werd tegen Tunesië. Bruno Petković scoorde voor Kroatië, maar door doelpunten van de Tunesische spelers Anice Badri en Naïm Sliti ging de wedstrijd met 1–2 verloren. Sluga mocht van bondscoach Zlatko Dalić in de basisopstelling beginnen en hij speelde het gehele duel mee. De andere Kroatische debutanten dit duel waren Dario Melnjak (Çaykur Rizespor), Filip Benković (Celtic) en Mijo Caktaš (Hajduk Split).
Sluga werd in mei 2021 door Dalić opgenomen in de selectie van Kroatië voor het uitgestelde EK 2020. Op het toernooi werd Kroatië in de achtste finales uitgeschakeld door Spanje (3–5 na verlenging). Daarvoor werd in de groepsfase verloren van Engeland (1–0), gelijkgespeeld tegen Tsjechië (1–1) en gewonnen van Schotland (3–1). Sluga kwam niet in actie. Zijn toenmalige teamgenoten Tom Lockyer en Joe Morrell (beiden Wales) waren ook actief op het EK.
| Interlands van Simon Sluga voor Kroatië | Interlands van Simon Sluga voor Kroatië | Interlands van Simon Sluga voor Kroatië | Interlands van Simon Sluga voor Kroatië | Interlands van Simon Sluga voor Kroatië | Interlands van Simon Sluga voor Kroatië | Interlands van Simon Sluga voor Kroatië |
| №                                       | Datum                                   | Wedstrijd                               | Uitslag                                 | Competitie                              | Goals                                   |                                         |
| Als speler bij HNK Rijeka               | Als speler bij HNK Rijeka               | Als speler bij HNK Rijeka               | Als speler bij HNK Rijeka               | Als speler bij HNK Rijeka               | Als speler bij HNK Rijeka               | Als speler bij HNK Rijeka               |
| --------------------------------------- | --------------------------------------- | --------------------------------------- | --------------------------------------- | --------------------------------------- | --------------------------------------- | --------------------------------------- |
| 1                                       | 11 juni 2019                            | Kroatië – Tunesië                       | 1 – 2                                   | Vriendschappelijk                       |                                         |                                         |
| Als speler bij Luton Town               |                                         |                                         |                                         |                                         |                                         |                                         |
| 2                                       | 19 november 2019                        | Kroatië – Georgië                       | 2 – 1                                   | Vriendschappelijk                       |                                         |                                         |
| 3                                       | 11 november 2020                        | Turkije – Kroatië                       | 3 – 3                                   | Vriendschappelijk                       |                                         |                                         |

Bijgewerkt op 1 juli 2025.

## Erelijst
| Competitie               |            |                           |            |            |
| Competitie               | Aantal     | Jaren                     |            |            |
| HNK Rijeka               | HNK Rijeka | HNK Rijeka                | HNK Rijeka | HNK Rijeka |
| ------------------------ | ---------- | ------------------------- | ---------- | ---------- |
| 1. HNL                   | 1          | 2016/17                   |            |            |
| Hrvatski nogometni kup   | 2          | 2016/17, 2018/19          |            |            |
| Loedogorets              |            |                           |            |            |
| Parva Liga               | 3          | 2021/22, 2022/23, 2023/24 |            |            |
| Soeperkoepa na Balgarija | 2          | 2022, 2023                |            |            |
| Maccabi Tel Aviv         |            |                           |            |            |
| Ligat Ha'Al              | 1          | 2024/25                   |            |            |